# Nữ Nhi sinh Hướng đạo
Nữ Nhi sinh Hướng đạo (Rainbow Guide) là một bé gái từ 3 đến 7 tuổi (tùy theo mỗi quốc gia) và là một thành viên nữ của phong trào Hướng đạo. Chương trình ngành Nhi nói chung cho nam và nữ là ngành nhỏ tuổi nhất và mới nhất trong các ngành của Hướng đạo. Hướng đạo Việt Nam không có ngành Nhi, cả nam và nữ, trừ Hướng đạo Việt Nam tại các quốc gia có ngành Nhi cho nam hoặc nữ.

## Tên gọi ở các nước
- Vương quốc Anh: từ 5-7 tuổi gọi là Rainbow Guides (Bắc Ireland từ 4-7 tuổi)
- Hoa Kỳ: từ 5-6 tuổi gọi là Daisy Scouts
- Ireland: từ 5-7 tuổi gọi là Ladybirds
- Nam Phi: từ 4,5-7 tuổi gọi là Teddies.
- Canada: từ 5-6 tuổi gọi là Sparks.
- Ấn Độ: từ 3-6 gọi là Bunnies